# 萧俨 (南唐)
萧俨（?—?），五代十国南唐官员，庐陵人。
萧俨十岁至广陵，以童子科擢第，在杨吴官至秘书省正字。南唐烈祖李昪即位，官至大理司直、刑部郎中。李昪晚年，给事中常梦锡几次上言，说陈觉、冯延己、魏岑都是佞邪的小人，不适合让他们在东宫侍奉太子，萧俨官至也司门郎中判大理寺，上表指称陈觉奸邪乱政。李昪脾气急躁，近臣往往被谴责和惩罚。陈觉称说有病，整月整月地不入朝门，943年二月二十八日，宣告遗诏，陈觉才出来。萧俨弹劾他奏称：“陈觉端坐在私人的居室，来等待先帝升仙，请朝廷按律治他的罪。”朝廷没有追究。
李昪在吴国当宰相时，禁止压迫良民作奴婢，命令买奴婢之人通过官府立字为据。冯延己、冯延鲁兄弟，起草李昪遗诏，听由民间卖儿女。萧俨驳斥说：“这事必是冯延己等人所为，不是先帝大行之前的命令。冯延鲁任东都留守判官时，已有此请；当时先帝询问我，我回答说：‘陛下从前拿出府库中的金钱，把民间卖出儿女赎出来，归还给他们的父母，因此远近归心。现在当了皇帝，怎能实行相反的办法，让穷人的子女去为富人做役使？’先帝以为我说得对，将治冯延鲁之罪。我以冯延鲁愚蠢，不足以责备。先帝便把冯延鲁的奏章斜封，抹三笔，拿进宫去。现在到宫中去找寻，必然还在。”后来找到冯延鲁的上疏。但是，李昪的遗诏已经施行，也没有再做改变。当时，为李昪定庙号，江文蔚、韩熙载建议称宗，萧俨认为李昪使唐朝中兴，应当称祖。
944年正月初八，元宗李璟下敕令：“齐王李景遂参与决定庶政，百官中只有枢密副使魏岑、查文徽可以向天子陈奏事情，其余的人除非召对，不得进见。”给事中萧俨上疏极力争论，疏被压下不予上报。侍卫都虞候贾崇叩门请见，李璟感悟，收回先前下的敕令。
李璟在宫中建造高楼，召集侍臣观看，众人都叹赏赞美。萧俨说：“只恨楼下没有修个井。”李璟问他为什么。回答说：“因为这个不如陈后主的景阳楼而已。”李璟大怒，把他贬官到舒州，让观察使孙晟派兵防备他。萧俨说：“我是因为直言进谏获罪，不是有野心。从前顾命时，孙兄几乎把社稷引向危亡，罪过不比我更重吗？今天你反来防备我！”孙晟惭愧，解除防设。之后，召为大理卿。
952年三月，萧俨多次上疏攻击冯延己。萧俨错判一个妇人死罪，钟谟、李德明等人一定要杀萧俨，冯延己说：“萧俨误杀一个妇人，诸位认为应当处死。萧俨是九卿之一，难道可以误杀？”于是向皇帝求情。萧俨因此得以免死；人们也为此称道冯延己。
李后主即位，和宠臣一起下棋，萧俨见到，把棋盘推倒。李后主大惊，责问道：“你想学魏徵吗？”萧俨说：“臣不是魏徵，陛下也不是太宗。”南唐被宋朝灭亡后，萧俨以老病归乡。因为有事到州里打官司，说话已经前言不搭后语，州官不知道他已经得病，说江南用这样的人当正卿，如何不亡。七十五岁去世，家无一金。